# Niphargus groehni
Niphargus groehni is een vlokreeftensoort uit de familie van de Niphargidae. De wetenschappelijke naam van de soort is voor het eerst geldig gepubliceerd in 2001 door Coleman & Myers.